# رالف ایستوود
توماس رالف ایستوود (انگلیسی: Ralph Eastwood; ۱۰ مهٔ ۱۸۹۰ – ۱۵ فوریهٔ ۱۹۵۹) افسر نظامی اهل بریتانیا بود. وی برندهٔ جوایزی همچون صلیب نظامی شده است.